# Cheshire (Connecticut)
Cheshire é uma cidade  localizada no estado americano de Connecticut, no Condado de New Haven.

## Demografia
Segundo o censo americano de 2000, a sua população era de 28.543 habitantes.

## Geografia
De acordo com o United States Census Bureau tem uma área de
86,5 km², dos quais 85,2 km² cobertos por terra e 1,3 km² cobertos por água.

## Localidades na vizinhança
O diagrama seguinte representa as localidades num raio de 24 km ao redor de Cheshire.